# Giovanni Angelo Scinzenzeler
Giovanni Angelo Scinzenzeler (Milano, ... – Milano, 1526) è stato un editore e umanista italiano. 
Attivo nel milanese, stampò tra il 1477 e il 1526 più di duecento libri, tanto da essere definito «il più prolifico tra gli stampatori milanesi del primo Cinquecento».

## Biografia
Giovanni Angelo iniziò il suo apprendistato sotto il padre, Ulrich Scinzenzeler.
La sua marca tipografica è un angelo in un rettangolo, che regge un disco e ai cui piedi sono presenti le parole "IO IACOMO E FRAT DE LAGNANO" che circoscrivono un ardente sole, nel mezzo del quale è un monogramma, "IHS", sotto una  croce. Questo marchio è stato anche attribuito a uno Zanotto di Castelliono.
Giovanni Angelo Scinzenzeler stampò quattro edizioni dell'Imitazione di Cristo: nel 1500, 1504, 1511 e 1519 (suo padre ne aveva edita una nel 1489).